# Église Saint-Hilaire de Nonac
L'église Saint-Hilaire est une église catholique située à Nonac, en France.

## Localisation
L'église est située dans le département français de la Charente, sur la commune de Nonac.

## Historique
L'édifice est classé au titre des monuments historiques en 1913.
La cloche en bronze de l'église, nommée Jésus Maria, date de 1641 et pèse 640 kilos. Elle a fait l'objet d'une restauration approfondie en 2013 par les campanistes Bodet. Sa repose s'est déroulée le 12 décembre 2013 en présence notamment du père Fèvre qui a béni la cloche et de la maire de la commune, Martine Gallais [2]. 